# Hugo Nordenfelt
Hugo Nordenfelt, född den 21 juli 1865 i Stockholm, död den 31 mars 1922 i Östersund, var en svensk militär.
Nordenfelt blev underlöjtnant vid Svea artilleriregemente 1885. Han genomgick artilleri- och ingenjörhögskolan 1888–1890 och blev löjtnant sistnämnda år. Nordenfelt befordrades till kapten 1900 och blev samma år adjutant hos hertigen av Västergötland. Han blev major vid Norrlands artilleriregemente 1909, var chef för detachementet vid Boden 1910–1913 och blev överstelöjtnant vid Upplands artilleriregemente 1913. Nordenfelt var överste och chef för Norrlands artilleriregemente från 1916. Han blev riddare av Svärdsorden 1905 och kommendör av andra klassen av samma orden 1919. 
Hugo Nordenfelt var dotterson till William Gibson och son till Leonard Nordenfelt. Han var från 1891 gift med friherrinnan Ebba Åkerhielm af Blombacka (1870–1963), som var dotter till kabinettskammarherren friherre Axel Åkerhielm af Blombacka och Augusta Brändström. Makarna var föräldrar till Torsten och Bertil Nordenfelt samt farföräldrar till Johan Nordenfelt. De vilar i den Nordenfeltska familjegraven på Norra begravningsplatsen i Stockholm.